# Can Maset
|  | Per a altres significats, vegeu «Can Maset (Torroella de Fluvià)». |

Can Maset és un mas al terme de Sant Julià de Ramis (al Gironès) protegit com a bé cultural d'interès local.

## Arquitectura
Edifici de planta rectangular amb afegits posteriors (establies i altres cossos que tanquen l'era de batre davant la façana).
És de planta baixa i un pis i sota teulat, amb coberta a doble vessant. L'entrada principal a l'est es fa per la porta dovellada, amb finestra gòtica d'arc conopial i arquets a sobre, amb dues impostes ornades amb animals fantàstics i cossos humans. A banda i banda d'aquesta finestra hi ha finestres d'arc conopial i, més a la dreta, una finestra goticitzant.
A l'interior presenta, als baixos, la cuina i l'establia i al pis la sala i les estances. És de tres crugies.